# 赵素萍
赵素萍（1958年11月—），女，河北献县人，中华人民共和国政治人物。中央广播电视大学财政专业大专班毕业，中共中央党校函授学院经济管理专业函授本科毕业，上海财经大学政治经济学专业硕士，华中科技大学工商管理专业博士学位。中共十八大、十九大代表，第十一届、十二届、十三届全国人大代表。

## 生平
1976年9月参加工作，早年为河南省郑州市郊圃田“五·七”农场知青。1985年8月加入中国共产党。历任郑州市财政局副科长，科长，副局长，郑州市地方税务局局长；河南省地方税务局副局长；中共漯河市委常委、组织部长、副市长；济源市委副书记、代市长、市长、市委书记等职。2011年10月获任中共河南省委常委，次年1月兼任省委宣传部长。2018年2月24日，当选为第十三届全国人大代表。2019年1月，任河南省人大常委会党组书记、副主任。2022年1月，卸任省人大常委会职务。